# Стерџис (Мичиген)
Стерџис (Мичиген) (енгл. Sturgis) град је у америчкој савезној држави Мичиген. По попису становништва из 2010. у њему је живело 10.994 становника.

## Демографија
Према попису становништва из 2010. у граду је живело 10.994 становника, што је 291 (2,6%) становника мање него 2000. године.
| Група             | 2000.         | 2010.         |
| Белци             | 9.424 (83,5%) | 7.977 (72,6%) |
| Афроамериканци    | 139 (1,2%)    | 156 (1,4%)    |
| Азијати           | 78 (0,7%)     | 96 (0,9%)     |
| Хиспаноамериканци | 1.499 (13,3%) | 2.510 (22,8%) |
| Укупно            | 11.285        | 10.994        |